# Mercedes-Benz M113
La sigla Mercedes-Benz M113 identifica una famiglia di motore V8 a ciclo Otto prodotti dal 1998 al 2012 dalla Casa automobilistica tedesca Mercedes-Benz.

## Profilo e caratteristiche

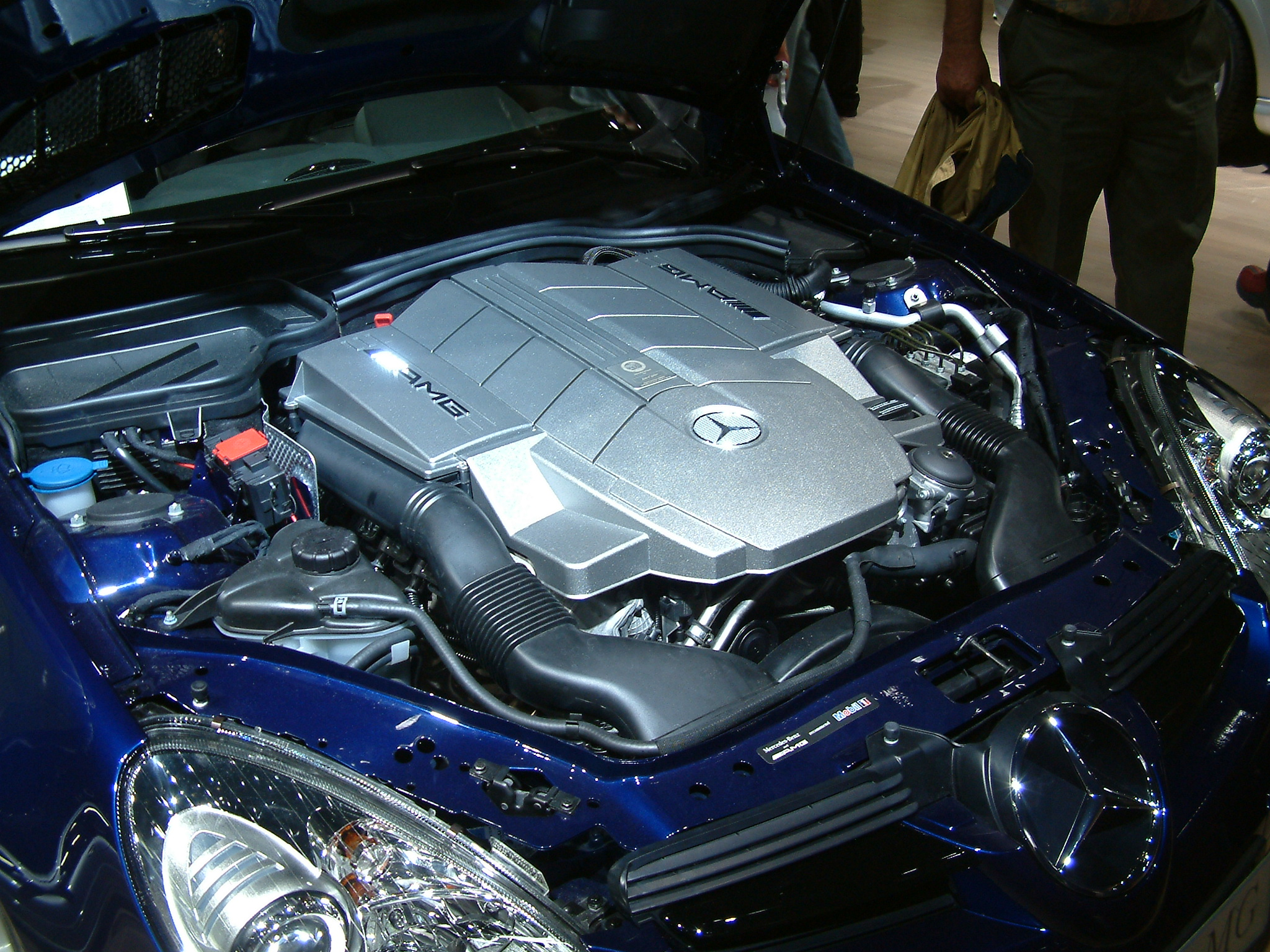
Un motore M113 da 5,5 litri nel vano motore di una SLK55 AMG

I motori M113 includono tre tipi di cilindrate: uno da 4,3 litri, uno da 5 litri ed uno da 5,5 litri, quest'ultimo anche in una versione potenziata nota con la sigla M155.
I motori M113 da 5,5 litri sono versioni riviste da Mercedes-AMG e sono perciò prodotti allo stabilimento di Affalterbach, a differenza dei motori M113 da 4,3 e 5 litri, che vengono assemblati ad Untertürkheim. Ciononostante, anche per il 4,3 litri è esistita una variante AMG, essendo stata presentata alla fine del 1997, si tratta proprio di una delle prime unità M113, sebbene fosse stata ufficialmente introdotta solo l'anno seguente. Per quanto riguarda invece il 5,5 litri costruito dal reparto sportivo della Casa, esso è stato proposto in diversi livelli prestazionali ed è l'unico dei tre motori M113 ad essere stato proposto sia aspirato sia sovralimentato mediante compressore volumetrico.
I tre motori M113 vanno a sostituire i precedenti tre motori della famiglia M119 (rispettivamente da 4,2, 5 e 6 litri), con i quali condivide l'architettura generale di tipo V8 a 90°, ma proponendo nel contempo alcune soluzioni tecniche insolite ed apparentemente controproducenti, ma in realtà dettate da specifiche di rendimento ed efficienza, oltre che di riduzione dei costi. Nella progettazione e realizzazione dei motori M113 si è data infatti la priorità a due importanti aspetti: la leggerezza e l'efficienza termodinamica e meccanica.
Per esempio, a fronte della configurazione bialbero a 4 valvole per cilindro, presente nei motori M119, i motori M113 si presentano con una configurazione monoalbero a 3 valvole per cilindro, soluzione che permette il massimo dell'erogazione lungo un più ampio arco di utilizzo, un migliore rendimento termico ed anche consumi più contenuti in una percentuale stimata intorno al 13%.
Queste soluzioni tecniche non sono però del tutto inedite per la Casa tedesca, ma vengono condivise con un'altra famiglia di motori Mercedes-Benz, ossia i motori M112 introdotti nel 1997. Questi motori hanno fatto da base per la realizzazione dei motori M113.
I motori M113 sono interamente in lega leggera, con canne cilindri in lega di alluminio e silicio. Questi motori hanno un asse a camme per bancata. L'asse a camme è cavo, in modo da permettere un risparmio in peso, e così contribuiscono a tale scopo anche le punterie idrauliche realizzate anch'esse in lega leggera, che dispongono tra l'altro della regolazione automatica del gioco valvole.

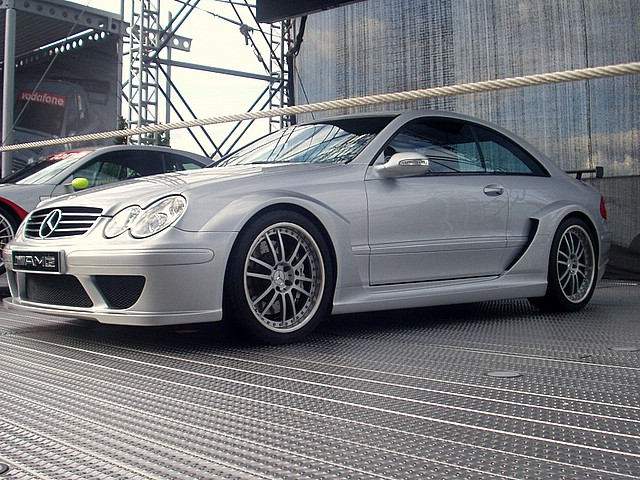
La CLK DTM AMG, una delle applicazioni di punta di un motore M113

Sempre sul fronte della leggerezza il collettore di aspirazione è realizzato in lega di magnesio ed è del tipo a geometria variabile: la centralina gestisce l'apertura e la chiusura di otto valvole poste all'interno del collettore, che fanno deviare il flusso in entrata a seconda del carico del motore: a bassi e medi regimi il flusso compie all'interno del collettore un percorso più lungo, mentre a regimi alti il flusso in entrata compie un percorso più breve. Ciò ottimizza l'elasticità del motore, che risulta così assai pronto ad ogni regime. Per quanto lo scarico, esso è stato progettato per impedire il più possibile la dispersione di calore, calore che invece viene indirizzato verso il catalizzatore, in maniera tale da raggiungere il più presto possibile la temperatura ottimale di esercizio. Tale soluzione permette l'abbattimento di quelle emissioni inquinanti che si originano proprio nel periodo in cui il motore non è ancora a temperatura ed il catalizzatore non lavora ancora a regime.
Un'altra caratteristica tipica dei motori M113 (ma anche dei motori M112) sta nell'accensione a doppia candela per cilindro. Tale soluzione aumenta in misura considerevole il fronte di fiamma nell'istante dello scoppio e permette una migliore combustione della miscela aria/benzina nei cilindri. Le due candele presenti in ogni cilindro non si attivano contemporaneamente, ma una dopo l'altra ad intervalli ravvicinati. Tali intervalli sono variabili a seconda del carico del motore, così come la fasatura d'accensione. Anche questa soluzione migliora l'efficienza del motore.
In più, la versione da 5 litri era ottenibile a richiesta con un sistema realizzato dalla Casa madre e denominato Active Cylinder Control (in tedesco, Zylinder Abschaltung = ZAS): in pratica, a bassi regimi vengono esclusi quattro degli otto cilindri (due per bancata), limitando così gli sprechi di carburante.
Tra le altre caratteristiche vanno ricordate l'alimentazione ad iniezione elettronica sequenziale, l'albero a gomiti in un sol pezzo con bielle fratturate ed i pistoni e il carter di raccolta dell'olio realizzati in lega di alluminio.

### Caratteristiche ed applicazioni
Di seguito vengono mostrate le caratteristiche specifiche di ognuno dei principali motori M113. A parte viene trattato il motore M155, per la sua particolarità.
| Motore Mercedes-Benz M113    |                        |                  |                          |                |                |                                            |                    |                                    |
| Versione                     | Alesaggio e corsa (mm) | Cilindrata (cm³) | Rapporto di compressione | Potenza CV/rpm | Coppia /Nm/rpm | Applicazioni                               | Anni di produzione | Note                               |
| M113E43                      | 89.9x84                | 4266             | 10                       | 279/5750       | 400/ 3000-4400 | Mercedes-Benz CLK430 W208                  | 1998-02            |                                    |
| M113E43                      | 89.9x84                | 4266             | 10                       | 279/5750       | 400/ 3000-4400 | Mercedes-Benz E430 W210                    | 1998-02            |                                    |
| M113E43                      | 89.9x84                | 4266             | 10                       | 279/5750       | 400/ 3000-4400 | Mercedes-Benz S430 W220                    | 1998-05            |                                    |
| M113E43                      | 89.9x84                | 4266             | 10                       | 272/5750       | 390/ 3000-4400 | Mercedes-Benz ML430 W163                   | 1999-01            |                                    |
| M113E43                      | 89.9x84                | 4266             | 10                       | 306/5850       | 410/ 3250-5000 | Mercedes-Benz C43 AMG                      | 1997-01            | Motore AMG                         |
| M113E50                      | 97x84                  | 4966             | 9.5                      | 306/5600       | 460/ 2700-4250 | Mercedes-Benz CLK500 W209                  | 2002-06            | ZAS Optional                       |
| M113E50                      | 97x84                  | 4966             | 9.5                      | 306/5600       | 460/ 2700-4250 | Mercedes-Benz E 500 W211                   | 2003-06            | ZAS Optional                       |
| M113E50                      | 97x84                  | 4966             | 9.5                      | 306/5600       | 460/ 2700-4250 | Mercedes-Benz CLS 500                      | 2004-06            | ZAS Optional                       |
| M113E50                      | 97x84                  | 4966             | 9.5                      | 306/5600       | 460/ 2700-4250 | Mercedes-Benz S 500 W220                   | 1998-05            | ZAS Optional                       |
| M113E50                      | 97x84                  | 4966             | 9.5                      | 306/5600       | 460/ 2700-4250 | Mercedes-Benz CL 500 C215                  | 1999-06            | ZAS Optional                       |
| M113E50                      | 97x84                  | 4966             | 9.5                      | 306/5600       | 460/ 2700-4250 | Mercedes-Benz R 500 W251                   | 2006-08            | ZAS Optional                       |
| M113E50                      | 97x84                  | 4966             | 9.5                      | 306/5600       | 460/ 2700-4250 | Mercedes-Benz SL 500 R230                  | 2001-06            | ZAS Optional                       |
| M113E50                      | 97x84                  | 4966             | 9.5                      | 306/5600       | 460/ 2700-4250 | Mercedes-Benz ML 500 W163                  | 2001-05            | ZAS Optional                       |
| M113E50                      | 97x84                  | 4966             | 9.5                      | 306/5600       | 460/ 2700-4250 | Mercedes-Benz ML 500 W164                  | 2005-07            | ZAS Optional                       |
| M113E50                      | 97x84                  | 4966             | 9.5                      | 296/5500       | 460/2800       | Mercedes-Benz G 500 W463                   | 1999-08            | ZAS Optional                       |
| M113E50 (prima applicazione) | 97x84                  | 4966             | 9.5                      | 306/5600       | 460/ 2700-4250 | Mercedes-Benz SL500 R129                   | 1998-02            | ZAS Optional                       |
| M113E55                      | 97x92                  | 5439             | 10.5                     | 347/5500       | 510/ 2800-4500 | Mercedes-Benz CLK 55 AMG W208              | 1999-02            | Motore AMG aspirato                |
| M113E55                      | 97x92                  | 5439             | 10.5                     | 347/5500       | 510/ 2800-4500 | Mercedes-Benz ML 55 AMG W163               | 2000-05            | Motore AMG aspirato                |
| M113E55                      | 97x92                  | 5439             | 10.5                     | 354/5500       | 530/3000       | Mercedes-Benz E 55 AMG W210                | 1998-02            | Motore AMG aspirato                |
| M113E55                      | 97x92                  | 5439             | 10.5                     | 354/5500       | 530/3000       | Mercedes-Benz G 55 AMG W463                | 2002-04            | Motore AMG aspirato                |
| M113E55                      | 97x92                  | 5439             | 11                       | 360/5750       | 510/4000       | Mercedes-Benz CL 55 AMG C215               | 2000-02            | Motore AMG aspirato                |
| M113E55                      | 97x92                  | 5439             | 11                       | 360/5750       | 510/4000       | Mercedes-Benz S 55 AMG W220                | 1999-02            | Motore AMG aspirato                |
| M113E55                      | 97x92                  | 5439             | 11                       | 360/5750       | 510/4000       | Mercedes-Benz SLK 55 R171                  | 2004-11            | Motore AMG aspirato                |
| M113E55                      | 97x92                  | 5439             | 11                       | 367/5750       | 510/4000       | Mercedes-Benz C 55 AMG W203                | 2004-07            | Motore AMG aspirato                |
| M113E55                      | 97x92                  | 5439             | 11                       | 367/5750       | 510/4000       | Mercedes-Benz CLK 55 AMG W209              | 2002-06            | Motore AMG aspirato                |
| M113E55                      | 97x92                  | 5439             | 11                       | 400/5750       | 520/3750       | Mercedes-Benz SLK 55 AMG Black Series R171 | 2006-08            | Motore AMG aspirato                |
| M113E55ML                    | 97x92                  | 5439             | 9                        | 476/6100       | 700/ 2650-4500 | Mercedes-Benz E 55 AMG W211                | 2003-06            | Motore AMG Compressore volumetrico |
| M113E55ML                    | 97x92                  | 5439             | 9                        | 476/6100       | 700/ 2650-4500 | Mercedes-Benz CLS 55 AMG                   | 2004-06            | Motore AMG Compressore volumetrico |
| M113E55ML                    | 97x92                  | 5439             | 9                        | 476/6100       | 700/ 2650-4500 | Mercedes-Benz SL 55 AMG R230               | 2001-06            | Motore AMG Compressore volumetrico |
| M113E55ML                    | 97x92                  | 5439             | 9                        | 476/6100       | 700/ 2650-4500 | Mercedes-Benz G 55 AMG W463                | 2004-06            | Motore AMG Compressore volumetrico |
| M113E55ML                    | 97x92                  | 5439             | 9                        | 500/6100       | 700/ 2650-4500 | Mercedes-Benz CL 55 AMG C215               | 2002-06            | Motore AMG Compressore volumetrico |
| M113E55ML                    | 97x92                  | 5439             | 9                        | 500/6100       | 700/ 2650-4500 | Mercedes-Benz S 55 AMG W220                | 2002-05            | Motore AMG Compressore volumetrico |
| M113E55ML                    | 97x92                  | 5439             | 9                        | 500/6100       | 700/ 2650-4500 | Mercedes-Benz G 55 AMG W463                | 2006-07            | Motore AMG Compressore volumetrico |
| M113E55ML                    | 97x92                  | 5439             | 9                        | 507/6100       | 700/ 2750-4000 | Mercedes-Benz G 55 AMG W463                | 2007-12            | Motore AMG Compressore volumetrico |
| M113E55ML                    | 97x92                  | 5439             | 10.5                     | 582/6100       | 800/3500       | Mercedes-Benz CLK DTM AMG W209             | 2005-06            | Motore AMG Compressore volumetrico |

A partire dal 2008, la SsangYong produce su licenza ed utilizza il 5 litri M113, che viene montato in configurazione da 306 CV sull'ammiraglia Ssangyong Chairman W 5.0 V8.
Ma già nel settembre del 2005 venne presentato il primo dei motori M273, una nuova famiglia di motori che affiancherà ed in seguito sostituirà i motori M113.

## Il motore M155

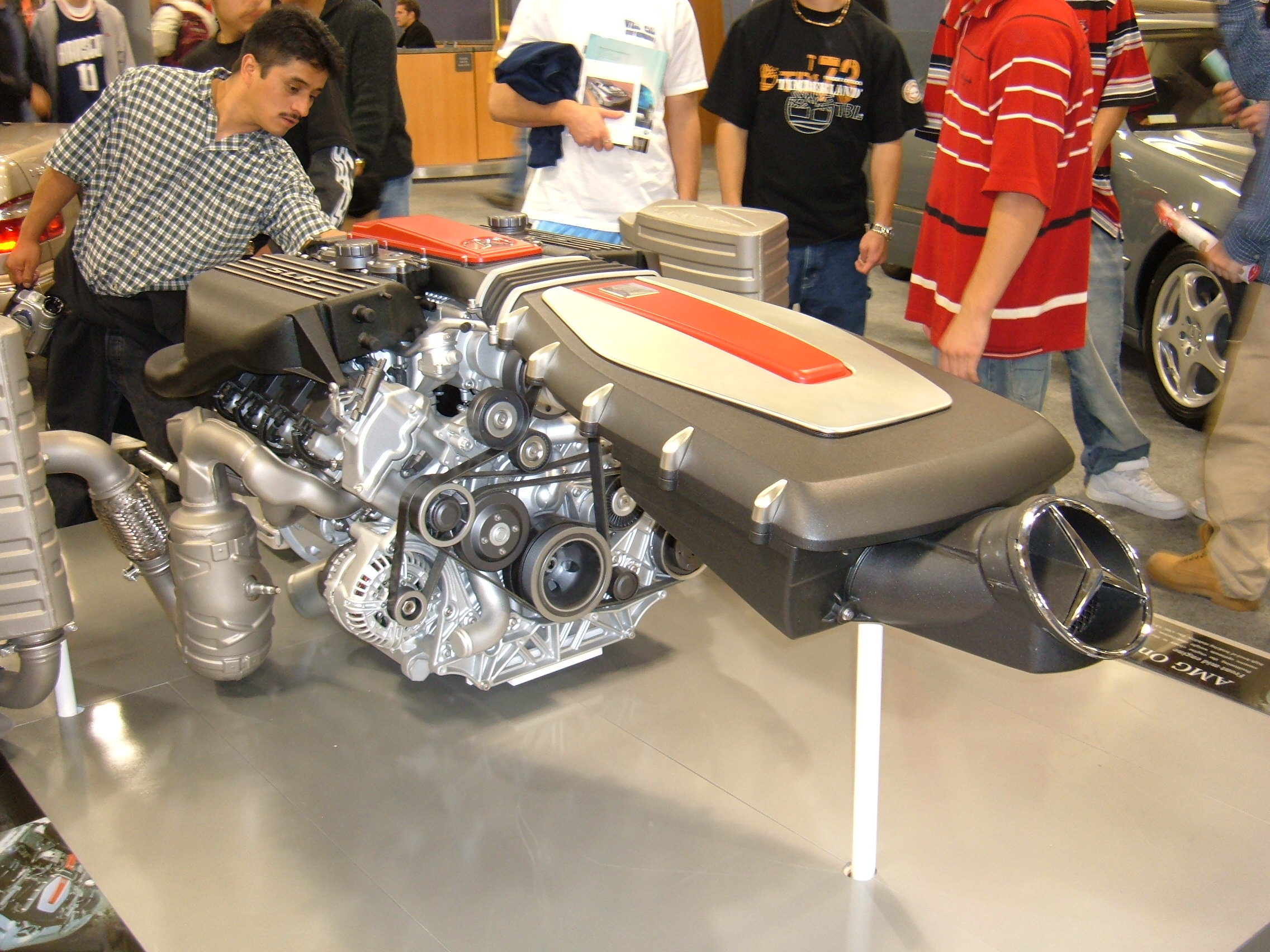
Un motore M155, l'evoluzione più alta di un motore M113

Con la sigla M155 si indica un particolare motore M113 da 5,5 litri sovralimentato mediante compressore volumetrico e sviluppato espressamente per essere montato sulla Mercedes-Benz SLR McLaren, potente sportiva ad alte prestazioni in listino dal 2004 al 2009.

Si tratta quindi di un propulsore particolare che ha subito molte più modifiche di qualsiasi altro motore M113 da 5,5 litri.

La sovralimentazione si avvale non di uno ma di due intercooler, per garantire il necessario scambio di calore ad un motore assai sollecitato. Il compressore volumetrico, poi, è del tipo a due rotori e riesce a garantire una pressione di sovralimentazione pari a 0,9 bar. Tale compressore entra in funzione o meno a seconda del carico del motore che viene valutato dalla centralina elettronica. L'azionamento del compressore da parte di quest'ultima avviene tramite una frizione elettromagnetica. Gli intercooler sono del tipo aria/acqua ed il circuito ad acqua utilizzato per gli intercooler è anch'esso gestito dalla centralina. Come in tutte le applicazioni relative a vetture ad alte prestazioni e dal baricentro particolarmente basso, anche in questo caso la lubrificazione avviene a carter secco.

Con un rapporto di compressione pari ad 8.8:1, questo motore raggiunge la potenza di 626 CV a 6500 giri/min, con una coppia massima di 780 N·m pressoché costanti tra 3250 e 5000 giri/min. Nel 2004, al momento del debutto, questo motore era il più potente motore Mercedes-Benz stradale mai realizzato, ma nel 2006 ne è stata introdotta una variante ancor più performante, in grado di erogare 650 CV di potenza massima e fino ad 820 N·m di coppia massima. Quest'ultima variante è stata montata sulla SLR McLaren 722 Edition, prodotta dal 2006 al 2009.